# Țânțăreni (Gorj)
Țânțăreni es una comuna ubicada en el distrito de Gorj, Rumania.

## Superficie
Cuenta con una superficie de 45,49 kilómetros cuadrados.

## Demografía
Hasta 2021 la población era de 5197 habitantes, con una densidad de población de 114,2 habitantes por kilómetro cuadrado.